# Ptychocarididae
De Ptychocarididae zijn een familie van uitgestorven kreeftachtigen uit de klasse van de Malacostraca (hogere kreeftachtigen).

## Geslachten
- Kerfornecaris Racheboeuf & Rolfe, 1990 †
- Ptychocaris Novak, 1885 †